# Psephellus pulcherrimus
Psephellus pulcerrimus és una espècie de planta herbàcia de la família de les Asteràcies originària de l'Àsia Menor, Anatòlia i Caucas, la qual creix en tota mena de vessants rocosos, agrupant-se d'una manera molt compacta, ja que les seves arrels són molt resistents. Té les fulles platejades pinnatífides de color verd. Les flors són de color rosa i floreixen a l'estiu. És molt resistent, podent aguantar fins a 12 °C sota zero. És una planta molt mel·lífera, essent molt atractiva per a papallones, que realitzaran la funció de pol·linització.